# Go motion
Go motion-teknik (Go motion technique på engelska) är en variant av stop motion-animation. Tekniken går ut på att man animerar på samma sätt som med stop motion, varefter man lägger in rörelseoskärpa på filmrutan. När man sedan spelar upp bildremsan skapas en illusion av rörelse, som till skillnad från stop motion har en rörelseoskärpa som ser ut att skapas av figuren.

## Go motion-teknikens födelse
Vid produktionen av Rymdimperiet slår tillbaka arbetade Phil Tippett och Dennis Muren med att göra effekter till filmen. En av varelserna man skulle skapa var Tauntaun, och haken att få den verklig med stop motion var att den måste "röra" sig snabbt på ett naturtroget sätt. När man lade till rörelseoskärpa blev det annorlunda, så efter den filmen arbetades det vidare med tekniken. Phil Tippett arbetade vidare med tekniken i filmen Dragonslayer för att skapa mer rörelseoskärpa till fler rörelser till karaktärerna, och framgången resulterade i att en ny teknik formades.